# Stenopadus colombianus
Stenopadus colombianus là một loài thực vật có hoa trong họ Cúc. Loài này được Cuatrec. & Steyerm. miêu tả khoa học đầu tiên năm 1955.